# پی. وی. سیندو
پی. وی. سیندو (انگلیسی: P. V. Sindhu؛ زادهٔ ۵ ژوئیهٔ ۱۹۹۵) بدمینتون‌باز اهل هند است. وی از سال ۲۰۰۹ میلادی تاکنون مشغول فعالیت بوده‌است.